# Jordi Masip
Jordi Masip López (Sabadell, Barcelona, 3 de enero de 1989) es un exfutbolista español que jugaba como portero.

## Trayectoria

### Inicios
Comenzó en el Club Esportiu Mercantil quien lo fichó a corta edad, aun sin definir su posición, y no sería hasta 2003 cuando finalmente se decantaría por estar bajo los tres palos. Llegó a La Masía en 2004, con 15 años, militando en las categorías inferiores del Fútbol Club Barcelona hasta que en 2008 jugó en el Juvenil A. Fue finalista de la Copa del Rey Juvenil en 2008, donde perdieron contra el Sevilla F. C.

### U. E. Vilajuïga
La temporada 2008-09 jugó cedido en el Unió Esportiva Vilajuïga en la Tercera División donde debutó como profesional, pero el equipo catalán acabaría descendiendo a final de temporada.

### F. C. Barcelona "B"
En 2009 volvió al filial del Barça convirtiéndose en el tercer portero del F. C. Barcelona "B" detrás de Rubén Miño y Oier Olazábal. Masip debutó en diciembre de 2009, contra el Valencia Club de Fútbol Mestalla, en Segunda División B. En 2010 debutó con el filial azulgrana en la Segunda División, jugando doce partidos como titular.
Ya en 2013, el primer equipo perdió a su entonces portero titular Víctor Valdés por sanciones y lesiones, por lo que José Manuel Pinto debía reemplazarlo, lo que llevó a Masip a ser convocado por Tito Vilanova al estar Oier Olazabal lesionado, aunque no disputó ningún partido. Durante la temporada 2013-14 en el filial tuvo una actuación destacada quedando el equipo a final de temporada en tercer lugar en la tabla de clasificación, y así igualando el mejor puesto del filial barcelonista en la Segunda División.

### F. C. Barcelona
El 20 de mayo de 2014 el Fútbol Club Barcelona anunció la renovación de su contrato, que le vinculaba al club hasta 2017, con una cláusula de rescisión de 35 millones de euros y siendo el tercer portero del primer equipo barcelonista para la temporada 2014-15. Debutó con el primer equipo el 16 de diciembre, en partido de vuelta de la Copa del Rey ante la S. D. Huesca que ganó el Barcelona por 8-1. El 23 de mayo, en el último partido de la Liga, debutó en la competición ante el Real Club Deportivo de La Coruña, el cual finalizó en un empate de 2-2 . Al final de la campaña el equipo barcelonista se alzó con el triplete de Liga, Copa del Rey y Liga de Campeones. 
En la temporada 2015-16 solo pudo participar en dos encuentros de Copa del Rey frente al Club de Fútbol Villanovense en el empate a 0 en el Municipal Romero Cuerda y la posterior victoria del F. C. Barcelona por 6-1 en el Camp Nou, y en la siguiente temporada 2016-17 no jugó ningún encuentro oficial.

### Real Valladolid
El 17 de julio de 2017 se confirmó su fichaje por tres temporadas para la portería del Real Valladolid. En la primera de ellas el equipo consiguió el ascenso a la Primera División.
La temporada 2021-22 se convirtió en el primer capitán del equipo. A pesar de empezar la temporada siguiente como suplente, a partir de la jornada 20 consiguió dar la vuelta a la situación volviendo a ser el portero titular consiguiendo, además, el récord histórico del equipo de más minutos imbatido, superando a César Sánchez en 91 minutos, aunque él en Primera División. El récord quedó fijado en 646 minutos que fueron logrados entre el gol de Borja Bastón en el minuto 29 de la jornada 20 y el gol de Bernardo Espinosa en el minuto 45 de la jornada 27. Acabaron regresando a Primera División y el 29 de junio renovó su contrato hasta 2024.
En la campaña 2023-24 superó su registro de imbatibilidad y dejó la nueva marca en 732 minutos sin recibir un gol. Ese curso sumó un tercer ascenso a Primera División y tras el mismo dejó el club, con el que llegó a disputar 227 partidos, al expirar su contrato. En marzo de 2025, en un programa de televisión de Cataluña, confirmó que tras su salida de Valladolid había decidido poner fin a su carrera y que quería seguir en el mundo del fútbol como entrenador de porteros.

## Clubes y estadísticas
Actualizado al último partido de su carrera.
| Club                           | Div.          | Temporada     | Liga  | Liga  | Copa nacional | Copa nacional | Internacional | Internacional | Total | Total | Media encajada |
| Club                           | Div.          | Temporada     | P. J. | G. E. | P. J.         | G. E.         | P. J.         | G. E.         | P. J. | G. E. | Media encajada |
| ------------------------------ | ------------- | ------------- | ----- | ----- | ------------- | ------------- | ------------- | ------------- | ----- | ----- | -------------- |
| U. E. Vilajuïga · España       | 3.ª           | 2008-09       | 24    | -     | ―             | ―             | ―             | ―             | 24    | -     | -              |
| U. E. Vilajuïga · España       | Total         | Total         | 24    | -     | 0             | 0             | 0             | 0             | 24    | -     | -              |
| F. C. Barcelona "B" · España   | 2.ª B         | 2009-10       | 3     | 4     | ―             | ―             | ―             | ―             | 3     | 4     | 1.33           |
| F. C. Barcelona "B" · España   | 2.ª           | 2010-11       | 12    | 13    | ―             | ―             | ―             | ―             | 12    | 13    | 1.08           |
| F. C. Barcelona "B" · España   | 2.ª           | 2011-12       | 9     | 14    | ―             | ―             | ―             | ―             | 9     | 14    | 1.56           |
| F. C. Barcelona "B" · España   | 2.ª           | 2012-13       | 21    | 33    | ―             | ―             | ―             | ―             | 21    | 33    | 1.57           |
| F. C. Barcelona "B" · España   | 2.ª           | 2013-14       | 34    | 37    | ―             | ―             | ―             | ―             | 34    | 37    | 1.09           |
| F. C. Barcelona "B" · España   | Total         | Total         | 79    | 101   | 0             | 0             | 0             | 0             | 79    | 101   | 1.28           |
| F. C. Barcelona · España       | 1.ª           | 2014-15       | 1     | 2     | 1             | 1             | 0             | 0             | 2     | 3     | 1.5            |
| F. C. Barcelona · España       | 1.ª           | 2015-16       | 0     | 0     | 2             | 1             | 0             | 0             | 2     | 1     | 0.5            |
| F. C. Barcelona · España       | 1.ª           | 2016-17       | 0     | 0     | 0             | 0             | 0             | 0             | 0     | 0     | 0              |
| F. C. Barcelona · España       | Total         | Total         | 1     | 2     | 3             | 2             | 0             | 0             | 4     | 4     | 1              |
| Real Valladolid C. F. · España | 2.ª           | 2017-18       | 46    | 58    | 0             | 0             | ―             | ―             | 46    | 58    | 1.26           |
| Real Valladolid C. F. · España | 1.ª           | 2018-19       | 35    | 45    | 0             | 0             | ―             | ―             | 35    | 45    | 1.29           |
| Real Valladolid C. F. · España | 1.ª           | 2019-20       | 35    | 41    | 1             | 2             | ―             | ―             | 36    | 41    | 1.14           |
| Real Valladolid C. F. · España | 1.ª           | 2020-21       | 25    | 40    | 0             | 0             | ―             | ―             | 25    | 40    | 1.6            |
| Real Valladolid C. F. · España | 2.ª           | 2021-22       | 23    | 20    | 1             | 0             | ―             | ―             | 24    | 20    | 0.83           |
| Real Valladolid C. F. · España | 1.ª           | 2022-23       | 28    | 42    | 1             | 0             | ―             | ―             | 29    | 42    | 1.45           |
| Real Valladolid C. F. · España | 2.ª           | 2023-24       | 31    | 22    | 1             | 1             | ―             | ―             | 32    | 23    | 0.72           |
| Real Valladolid C. F. · España | Total         | Total         | 223   | 268   | 4             | 3             | 0             | 0             | 227   | 271   | 1.19           |
| Total carrera                  | Total carrera | Total carrera | 327   | 371   | 7             | 5             | 0             | 0             | 334   | 376   | 1.13           |

## Palmarés

### Campeonatos nacionales
| Título              | Club            | País   | Año  |
| ------------------- | --------------- | ------ | ---- |
| La Liga             | F. C. Barcelona | España | 2015 |
| Copa del Rey        | F. C. Barcelona | España | 2015 |
| La Liga             | F. C. Barcelona | España | 2016 |
| Copa del Rey        | F. C. Barcelona | España | 2016 |
| Supercopa de España | F. C. Barcelona | España | 2016 |
| Copa del Rey        | F. C. Barcelona | España | 2017 |

### Campeonatos internacionales
| Título                       | Club            | Sede    | Año  |
| ---------------------------- | --------------- | ------- | ---- |
| Liga de Campeones de la UEFA | F. C. Barcelona | Berlín  | 2015 |
| Supercopa de Europa          | F. C. Barcelona | Tbilisi | 2015 |
| Mundial de Clubes            | F. C. Barcelona | Japón   | 2015 |